# Teleférico Bicentenario
O Teleférico Bicentenario é um projeto de em construção localizado no Parque Metropolitano de Santiago, Chile, que vai se conectar as comunas de Providência, Vitacura e Huechuraba para ligar os bairros financeiros Sanhattan e Cidade Empresarial.

## História

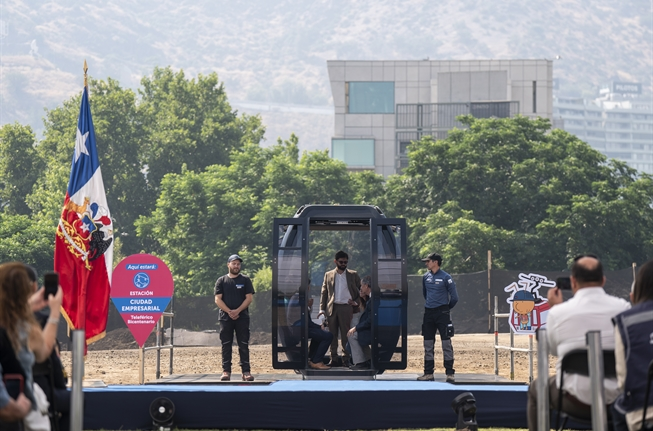
O presidente Gabriel Boric encabeçando o início de obras do Teleférico Bicentenario o 20 de dezembro de 2023, no lugar onde localizar-se-á a estação Cidade Empresarial

O projeto foi apresentado publicamente pela Nova Via Limitada pela primeira vez em 16 de setembro de 2010. Inicialmente consistia em cinco estações: Tobalaba, Costanera Center, Santa Rosa das Condes, Parque Bicentenario e Cidade Empresarial.

### Anúncio oficial (2017)
O 22 de julho de 2017 o Ministro de Obras Públicas, Alberto Undurraga, junto ao Intendente da Região Metropolitana, Claudio Orrego e ao prefeito de Huechuraba, Carlos Quadrado, anunciou oficialmente o processo de licitação do projecto.
O projeto materializar-se-ia através de uma concessão por um máximo de 30 anos, com um custo total de cerca de 82 milhões de dólares na época.
O projeto tem uma extensão de 3,4 quilômetros e três estações. A estação terminal sul inicialmente seria Luis Thayer Ojeda, localizada na praça Nova Zelândia, na rua homônima, conectando com a estação Tobalaba das linhas 1 e 4 do Metrô de Santiago. A segunda estacao seria o Parque Metropolitano e a estação terminal norte ficaria na Cidade Empresarial. O trajeto levaria 13 minutos e contaria com 148 cabines, cada uma com capacidade para 10 pessoas.

### Avanço do projecto (2018-)
O Ministério de Obras Públicas abriu as ofertas económicas recebidas na licitação o 15 de janeiro de 2018. Em outubro desse ano, a Municipalidad de Providência e o Ministério de Obras Públicas chegaram a um acordo para realocar a estação Luis Thayer Ojeda na interseção de avenida Vitacura com Tajamar, sobre o canal San Carlos.
As obras de construção iniciaram-se em 20 de dezembro de 2023 por meio de um ato realizado no lugar da futura estação Cidade Empresarial, no bairro homónimo.

## Estações
As futuras estações do Teleférico Bicentenario serão três, embora o nome definitivo de Nova Tobalaba ainda não tem sido confirmado:
| Estação              | Inauguração | Acesso à deficiente físico | Localização                                | Comuna      | Estado        |
| -------------------- | ----------- | -------------------------- | ------------------------------------------ | ----------- | ------------- |
| Cidade Empresarial   | est. 2026   | Acesso à deficiente físico | Avenida del Parque com Avenida Santa Clara | Huechuraba  | Em construção |
| Parque Metropolitano | est. 2026   | Acesso à deficiente físico | Federico Albert com Rodrigo Phillipi       | Vitacura    | Em construção |
| Nova Tobalaba        | est. 2026   | Acesso à deficiente físico | Avenida Vitacura com Nueva Tobalaba        | Providência | Em construção |